# Пісажовиці (Гливицький повіт)
Пісажовиці (пол. Pisarzowice, нім. Schreibersort) — село в Польщі, у гміні Тошек Гливицького повіту Сілезького воєводства.
Населення — 374 особи (2011).
У 1975—1998 роках село належало до Катовицького воєводства.

## Демографія
Демографічна структура станом на 31 березня 2011 року:
|          | Загалом | Допрацездатний вік | Працездатний вік | Постпрацездатний вік |
| -------- | ------- | ------------------ | ---------------- | -------------------- |
| Чоловіки | 189     | 37                 | 128              | 24                   |
| Жінки    | 185     | 36                 | 107              | 42                   |
| Разом    | 374     | 73                 | 235              | 66                   |